# Трансмутація видів
Трансмута́ція ви́дів (або Трансформізм) — термін, який ввів Жан-Батіст Ламарк в 1809 році. Він пояснює виникнення окремих видів організмів шляхом мутації та пристосування до навколишнього середовища окремих видів. Термін широко використовувався при створенні еволюційної теорії Чарлзом Дарвіном в XIX столітті, та при написанні ним «Походження видів…» (1859).
Під трансформізмом часто мають на увазі філософські ідеї та перші теорії еволюції — ламаркізм, жоффруїзм, теорію Еразма Дарвіна тощо.